# La contessa e il guardiacaccia
La contessa e il guardiacaccia (Leidenschaft) è un film del 1940 diretto da Walter Janssen. Gli interpreti principali erano Olga Tschechowa, Hans Stüwe e Paul Otto.

## Produzione
Il film fu prodotto dalla Rolf Randolf-Film GmbH e dalla Terra-Filmkunst. Venne girato nel Brandeburgo, a Neuruppin e a Prenzlau, e nel Tirolo austriaco.

## Distribuzione
Uscì nelle sale cinematografiche tedesche il 20 febbraio 1940